# Gabrán mac Domangairt
Gabrán mac Domangairt – król Dalriady, którego panowanie jest wzmiankowane na połowę VI wieku n.e., tytularny założyciel klanu Cenél nGabraín.
Jest bardzo mało historycznych dokumentów rzucających światło na jego panowanie, jedynym pewnikiem jest informacja o jego śmierci w Rocznikach Irlandzkich, możliwe że jego śmierć powinna być powiązana z ucieczką i śmiercią Bridei mac Maelchon w walkach dynastycznych o tron Piktyjski.

## Cenél nGabraín
Gabrán jako postać jest znany głównie z założenia klanu Cenél nGabraín, który zdominował Dalriadę i z którego pochodzi większość królów do końca VII wieku n.e.
Również królowie Alby i Szkocji mieli się wywodzić od Gabrána i przez to ciągnąć swoją genealogię aż do jego dziadka, Fergusa, który był uznawany jako założyciel rodów królewskich aż do 16 i 17 stulecia, długo po tym jak Celtyckie korzenie państwa przestały mieć jakiekolwiek znaczenie.
W przeciwieństwie do Cenél Loairn kronika Senchus Fer n-Alban nie podaje żadnych mniejszych klanów wewnątrz Cenél nGabraín, co nie znaczy, że takowych nie było i mogło mieć wpływ na sukcesję.
Klan Cenél nGabraín był scalony w okolicach Kintyre i Knapdale i mógł również zaliczać Arran, Jurę oraz Gigha. Tytuł Króla Kintyre był używany przez wielu królów Cenel nGabrain. Znamy dwa miejsca ich siedzib królewskich, jedno to Dunadd, na północnych obrzeżach ich ziem, oraz Dún Aberte, najprawdopodobniej późniejsze Dunaverty w pobliżu Southend, hrabstwo Kintyre. Kilmartin prawdopodobnie było również ważnym ośrodkiem chrześcijańskim z powodu bliskości do Dunadd i oddania Św. Marcinowi z Tours.